# Zemský ráj to na pohled
Zemský ráj to na pohled je filmová komedie Ireny Pavláskové z roku 2009 podle částečně autobiografického scénáře Terezy Boučkové (viz její kniha Indiánský běh, 1991). Vypráví o dospívání v disidentské rodině během normalizace. První část filmu se odehrává v letech 1968–69 (Invaze do Československa, Mistrovství světa v ledním hokeji 1969), druhá, větší část pak v roce 1977. Podle filmového publicisty Kamila Fily lze díky částečné autobiografii srovnávat filmové postavy se skutečnými lidmi – Petr Hána (Jiří Dvořák) je směsicí Pavla Landovského a Pavla Kohouta, otce scenáristky, Jan Pavel (Ondřej Vetchý) má v sobě zase něco z Václava Havla, Ludvíka Vaculíka a Jiřího Gruši.

## Výroba
Film se natáčel v Praze a okolí na podzim roku 2008. Před tím, o prázdninách, se natočilo několik scén v Chorvatsku.

## Obsazení
| Vilma Cibulková  | Marta         |
| Miroslav Etzler  | Mirek         |
| Jiří Dvořák      | Petr Hána     |
| Jan Hartl        | režisér Kováč |
| Tereza Voříšková | Gábina        |
| Dana Marková     | Majda         |
| Ondřej Vetchý    | Jan Pavel     |
| Jan Zadražil     | Tomáš         |
| Barbora Seidlová | Lenka         |

## Ocenění
- Scénář Terezy Boučkové (2005) obdržel v roce 2006 první cenu Sazky za nejlepší nerealizovaný scénář.
- Tereza Voříšková byla za svou roli nominována na Českého lva 2009 v kategorii „nejlepší ženský herecký výkon ve vedlejší roli“.
- Film získal cenu kritiky FIPRESCI na moskevském filmovém festivalu.[2]
- Vilma Cibulková získala na moskevském filmovém festivalu cenu pro nejlepší ženský herecký výkon Silever George.[2]
- Film získal Bronzový hrozen (3. cena) v kategorii hraných filmů na polském festivalu Lubuskie Lato Filmowe.[3]

## Účast na festivalech
Film úspěšně soutěžil na festivalu v Moskvě a na polském festivalu Lubuskie Lato Filmowe. V sekci věnované českému filmu byl uveden i na MFF Karlovy Vary 2010 a v září by měl být i na programu MFF v Hamburku.

## Recenze
- Kamil Fila, Aktuálně.cz 18. listopadu 2009
- Petr Cífka, Moviezone.cz 23. listopadu 2009
- František Fuka, FFFilm 17. listopadu 2009